# بيير ديلوناي
بيير ديلوناي (بالفرنسية: Pierre Delaunay)‏ هو الأمين العام الثاني للاتحاد الأوروبي لكرة القدم. خلف والده هنري ديلوناي في هذا المنصب بشكل مؤقت، بعدما توفي والده 9 نوفمبر 1955. ثم أصبح رسمياً الأمين العام للاتحاد الأوروبي لكرة القدم في 8 يونيو 1956 وانتهت حقبته في بعد نهاية النسخة الأولى من بطولة أمم أوروبا في 1960. توفي في فرساي في 24 يناير 2019، عن عمر ناهز 99 عامًا.
بعدما خلف والده هنري ديلوناي في منصب الأمين العام للاتحاد الأوروبي لكرة القدم، وأخذ على عاتقه مسؤولية إكمال ما بدأ به والده. وقد تحقق له مراده عندما تم إنشاء أول بطولة أوروبية للمنتخبات في عام 1958، وكانت تقول على طريقة مبارتين في الذهاب والإياب. تطورت الفكرة لتصبح أكثر تنافساً، فأقيمت أول نسخة من نسخ بطولات أمم أوروبا في فرنسا وكان ذلك في عام 1960، حيث استطاع منتخب الاتحاد السوفيتي لكرة القدم التغلب على منتخب يوغوسلافيا لكرة القدم بنتيجة 2-1 بعد اللجوء للأشواط الإضافية.